# Präsidentschaftswahl in Syrien 2014
Präsidentschaftswahlen wurden am 3. Juni 2014 in Syrien abgehalten. Es war die erste Präsidentschaftswahl in der Geschichte Syriens, bei der mehrere Kandidaten antreten durften, allerdings fand die Wahl im Schatten des Bürgerkrieges statt und wurde daher international kritisiert. Die Wahl fand für die Auslandssyrer (Syrien hat aufgrund des Krieges die größte Flüchtlingsbevölkerung der Welt) mehrere Tage vorher in den Botschaften statt.
Es gab Beobachter aus mehr als 30 Ländern, darunter Bolivien, Brasilien, Kanada, Kuba, Ecuador, Indien, dem Iran, dem Irak, Nicaragua, Russland, Südafrika, Uganda und Venezuela. Sie meinten, dass die Wahl „frei, gerecht und transparent“ sei. Allerdings wurde berichtet, dass eine unabhängige Wahlbeobachtung bei der Wahl völlig fehlte. Die Arabische Liga, der Golf-Kooperationsrat, die Europäische Union und die Vereinigten Staaten bezeichneten die Wahl als illegitim. Der Versuch, die Wahl unter den Umständen des anhaltenden Bürgerkrieges abzuhalten, wurde vom VN-Generalsekretär Ban Ki-moon kritisiert.

## Auslandssyrer/Flüchtlinge
Der Generalsekretär der Vereinten Nationen (VN) Ban Ki-moon warnte, dass aufgrund des anhaltenden Bürgerkrieges und einer großflächigen Flüchtlingsbewegung syrischer Bürger „solche Wahlen inkompatibel mit dem Geist des Genfer Communiqués sind“ und „Aussichten auf eine politische Lösung mit der Opposition schädigen“ würden.
Die 2,5 Millionen Flüchtlinge und ihre Wahlberechtigung führten zu mehreren Kontroversen im Vorfeld der Wahl. Hunderttausende Binnenflüchtlinge, die Syrien nicht über die Grenze verlassen haben, wurden von der Wahl ausgeschlossen.
Belgien, Kanada, Ägypten, Frankreich, Deutschland, Saudi-Arabien, die Türkei, die Vereinigten Arabischen Emirate und die Vereinigten Staaten verboten die Abhaltung von Wahlen in den syrischen Botschaften. In der libanesischen Hauptstadt Beirut, wo bis zu 1,1 Millionen syrische Flüchtlinge leben, waren die Straßen gelähmt, da eine große Zahl von Flüchtlingen und Ausländern, die bereits zuvor im Libanon lebten, in der Botschaft abstimmen wollten.

## Boykott
Die syrische Opposition boykottierte die Wahl – in denjenigen Gebieten, die unter der Kontrolle von Aufständischen standen, fand die Wahl nicht statt. In Westkurdistan oder Syrisch-Kurdistan genehmigten die Autonomiebehörden die Abhaltung der Wahl ebenfalls nicht, obwohl einige Kurden in von der Regierung kontrollierte Gebiete reisten, um ihre Stimme abzugeben.
Einige Rebellengruppen beabsichtigten, die Wahlen auf jedem möglichen Weg zu stören, unter anderem mit der Bombardierung und Zerstörung von Wahlkabinen in von der Regierung kontrollierten Gebieten. In einem Statement, die von der Islamischen Union Adschnad al-Scham, dem Scham-Corps, der Armee der Mudschaheddin und der Islamischen Front herausgegeben wurde, wird erklärt, dass diese vier Gruppen nicht „Wähler angreifen, aber die Leute warnten, zuhause zu bleiben, falls es die syrische Regierung tue“. Es gab über 50 erfasste Tode aufgrund von Attentaten der Aufständischen.

## Prozedur

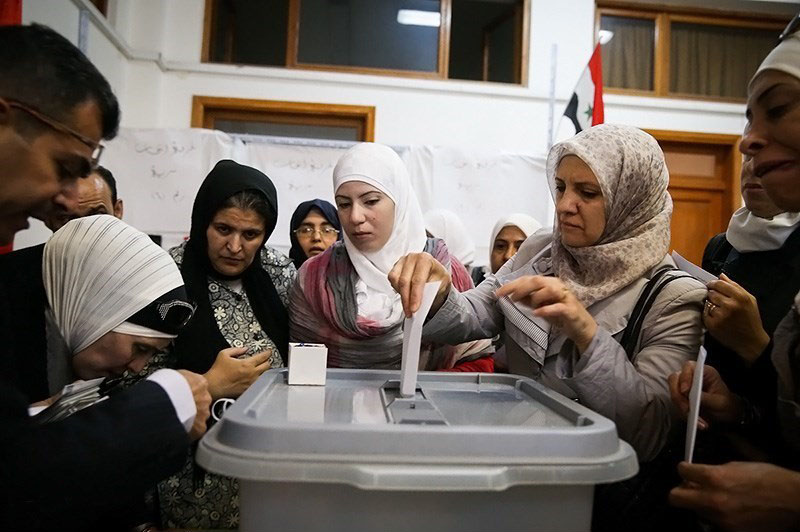
Frauen bei der Stimmabgabe

Entsprechend der neuen Verfassung war es die erste Wahl mit mehreren Kandidaten. Ein im Frühjahr 2014 vom syrischen Parlament angenommenes Gesetz erlaubt es nur Leuten, die in den letzten zehn Jahren in Syrien lebten, sich zur Wahl aufzustellen, und verhindert so, dass Politiker im Exil antreten können.
Am 8. April kündigte der syrische Informationsminister Omran Zoabi an, dass die Kandidaten ihre Anträge in den letzten zehn Tagen des Aprilmonats einreichen können. Zoabi bestand darauf, dass die Wahl trotz des anhaltenden Bürgerkrieges gemäß Plan stattfinden und aus keinerlei Gründen verschoben werden soll. Zoabi behauptete auch, dass die „überwältigende Mehrheit“ der Syrer sich wünschten, dass der Amtsinhaber Baschar al-Assad wiedergewählt würde. Er nahm für sich zudem in Anspruch, dass die Militäroperationen der Regierung trotz der Wahl fortgesetzt würden.

## Kandidaten
Insgesamt reichten 24 Bewerber, darunter 2 Frauen und ein Christ, Anträge für die Präsidentschaft an das Oberste Verfassungsgericht ein. Von diesen erfüllten allerdings außer Amtsinhaber Assad nur zwei Kandidaten die Bedingungen für die Kandidatur, wozu auch die Unterstützung von mindestens 35 Mitgliedern des Parlaments zählt. Die beiden anderen „ausgewählten“ Kandidaten wurden als unbekannte, überwiegend symbolische Herausforderer betrachtet.
- Baschar al-Assad, Amtsinhaber und Vorsitzender der Baath-Partei
- Hassan Abdullah al-Nuri, von der Nationalinitiative für Verwaltung und Wandel, ein 54 Jahre alter Parlamentsabgeordneter aus Damaskus
- Maher Abd al-Hafiz Hadschar aus der Volkswillenspartei von Kadri Dschamil, ein 43 Jahre alter Abgeordneter aus Aleppo. Seine Partei gewann allerdings nur zwei von 250 Sitzen bei der Parlamentswahl 2012, während die mit ihr verbündete Syrische Soziale Nationalistische Partei weitere vier gewann. Die geringe Abgeordnetenzahl der Partei indiziert, dass die meisten seiner Nominierungen entweder von unabhängigen Kandidaten oder von der Nationalen Fortschrittsfront kommen müssten. In einer Erklärung vom 27. April distanzierte sich die Volkswillenspartei von Hadschar und erklärte, dass Hadschar kein Mitglied der Volkswillenspartei oder der Volksfront für Wandel und Freiheit mehr sei und das er stattdessen nur sich selbst vertrete.[13]

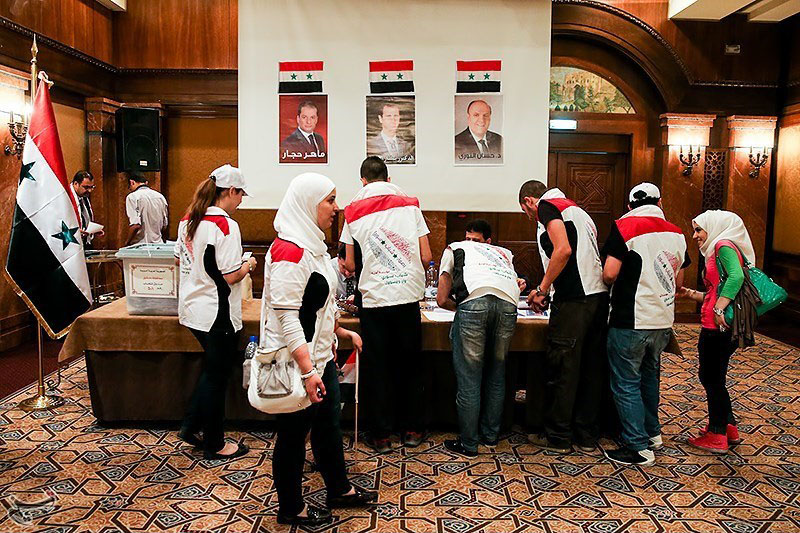
Fotos der drei Kandidaten in einem Wahllokal

Die 21 Bewerber, welche die Kriterien für die Kandidur nicht erfüllten, sind:
- Sawsan Omar al-Haddad, geboren 1963 im Gouvernement Latakia (Frau)
- Samir Ahmad Mo'alla, geboren 1961 im Gouvernement Quneitra
- Mohammad Firas Yassin Radschuh, geboren 1966 in Damaskus
- Abdul-Salam Yussef Salameh, geboren 1971 im Gouvernement Homs
- Ali Mohammad Wannus, geboren 1973 in Homs
- Azza Mohammad Wadschih al-Hallaq, geboren 1962 in Damaskus (Frau)
- Talie Saleh Nasser, geboren 1967 in Kafrin
- Samih Michael Musa, geboren 1963 in Btaiha (Christ)
- Mahmud Chalil Halbuni, geboren 1946 in Harasta
- Mohammad Hassan al-Kanaan, geboren 1964 in al-Sanamayn
- Chaled Abdo al-Kreidi, geboren 1966 in al-Al
- Baschir Mohammad al-Balah, geboren 1931 in Damaskus
- Ahmad Hassun al-Abbud, geboren 1962 in al-Mayadin
- Aiman Schamdin al-Issa Alam, geboren 1967 in al-Husseinyeh
- Ziad Adnan Hakawati, geboren 1955 in Damaskus
- Ahmad Ali Qsei’eh, geboren 1951 in Dschabaq
- Mahmud Mohammad Nassr, geboren 1969 in Zahiriye
- Ali Hassan al-Hassan, geboren 1965 in Deir Saras
- Ahmad Omar Dabba, geboren 1969 in Tazeh Schamaliye
- Mahmud Nadschi Mussa, geboren 1950 in Tadmur
- Hossein Mohammad Tidschan, geboren 1961 in Aleppo

## Ergebnis
Es gab mehr ungültige Stimmen und leere Zettel als Stimmen für den drittplatzierten Kandidaten Hadschar.
Madsched Chadra, der Sprecher des Obersten Verfassungsgerichtes, gab am Mittwoch, den 4. Juni die Ergebnisse bekannt und erklärte, dass die unterlegenen Kandidaten und Einzelpersonen 3 Tage Zeit hätten, ihre Beschwerden über den Wahlprozess einzureichen. Er konstatierte, dass das Gericht über das endgültige Ergebnis 7 Tage nach dem Ende der dreitägigen Überreichungsfrist entscheiden werde, und dann den Namen des erklärten Gewinners im Namen des Parlamentspräsidenten verkünden werde. An diesem Tag verkündete der Parlamentssprecher Mohammad Dschihad al-Laham auch die ersten Ergebnisse.
|                                     | Baschar al-Assad                    | Baath-Partei                        | 10.319.723 | 88,7 %  |
|                                     | Hassan al-Nuri                      | NIACS                               | 500.279    | 4,3 %   |
|                                     | Maher Hadschar                      | Volkswillenspartei                  | 372.301    | 3,2 %   |
| Ungültige/leere Zettel              | Ungültige/leere Zettel              | Ungültige/leere Zettel              | 442.108    | 3,8 %   |
| Gesamt                              | Gesamt                              | Gesamt                              | 11.634.412 | 100 %   |
| Registrierte Wähler/Wahlbeteiligung | Registrierte Wähler/Wahlbeteiligung | Registrierte Wähler/Wahlbeteiligung | 15.845.575 | 73,42 % |
| Quelle:                             |                                     |                                     |            |         |

## Reaktionen
Ignatius Ephräm II. Karim – der Patriarch von Antiochien der Syrisch-Orthodoxen Kirche – erklärte, dass der Erfolg der Präsidentschaftswahlen in Syrien und der Sieg des Präsidenten Baschar al-Assad ein Sieg für alle ehrlichen syrischen Bürger sei. In einem Gratulationsschreiben drückte Patriarch Ignatius Ephrem II. Karim seine herzlichsten Glückwünsche an den Präsidenten Assad aus und bat darin Gott, ihm zu helfen und ihn in seinen Werken zu leiten.
Die Freunde Syriens – missbilligten die Wahl und erklärten, dass es außerordentlich stattfand sowie dass es nachteilig für die Prämisse hinter den Genfer Friedensgesprächen wäre. Die Freunde zweifelten auch an der Sorgfältigkeit der Wahl, da Millionen von vertriebenen Syrern nicht abstimmen konnten.